# Tatia Rosenthal
Tatia Rosenthal (née le 4 avril 1971 à Tel Aviv) est une réalisatrice et animatrice israélienne. Elle a notamment réalisé Le Sens de la vie pour 9.99$.
Après avoir servi deux ans dans l'armée israélienne, abordé la médecine puis étudié la photographie à Paris, elle part à New
York, où elle étudie à la Tisch School of the Arts de l'université de New York. Elle y obtient en 1998 une licence d’arts plastiques mention bien en cinéma et télévision.